# Pedro Sass
Pedro Sass Petrazzi (Jaboticabal, 15 settembre 1990) è un calciatore brasiliano, centrocampista dell'Hapoel Nof HaGalil.

## Carriera
Ha giocato nella prima divisione dei campionati ungherese, greco, israeliano, kazako, serbo e montenegrino.

## Palmarès

### Club

#### Competizioni nazionali
- Liga Leumit: 1

Hapoel Nof HaGalil: 2020-2021